# Promocija tumora
Promocija tumora je proces u karcinogenezi kojim razni faktori dozvoljavaju potomcima jedne inicirane ćelije da opstanu i da se umnože, i.e. da se odupru apoptozi i da se podvrgnu klonalnom rastu. Ona je stepen ka progresiji tumora.